# Campeonato Mineiro 2024
El Campeonato Mineiro de 2024 fue la edición 110.ª del principal campeonato de clubes de fútbol del Estado de Minas Gerais, que quien tenía como campeón el club desportivo Clube Atlético Mineiro. El torneo es organizado por la Federação Mineira de Futebol y está entre los torneos más importantes del país. Concede tres cupos a la Copa de Brasil 2025 y tres más al Campeonato Brasileño de Fútbol Serie D 2025 para equipos que no pertenezcan a ninguna de las demás categorías.

## Sistema de juego
Los 12 equipos participantes del Módulo I serán divididos en tres grupos de cuatro participantes cada uno, en el que los equipos de cada grupo se enfrentarán a los equipos de los dos restantes. De esta forma, todos los equipos jugarán ocho partidos en total durante la primera fase del campeonato.
De acuerdo con el reglamento de la competición, los cuatro mejores equipos de la primera fase (es decir, los tres líderes de cada grupo y el mejor segundo) clasificarán a las semifinales del campeonato. Seguidamente, los clubes que se encuentren entre la quinta y la octava posición disputarán la Copa Inconfidência, mientras que los tres equipos con el menor puntaje (independientemente del grupo que pertenezcan) clasificarán al repechaje para mantenerse en el Módulo I del Campeonato Mineiro.
En la fase final, se jugarán las semifinales y la final en partidos de ida y vuelta. Los mejores equipos en cada fase clasificarán a la siguiente hasta llegar al campeón del torneo. De esta misma forma, se desarrollará la Copa Inconfidência con semifinales y final en partidos de ida y vuelta hasta alcanzar al campeón de esta copa. Por último, los tres equipos del repechaje disputarán partidos de ida y vuelta entre sí completando cuatro juegos cada uno, en el cual los dos equipos con el menor puntaje descenderán al Módulo II del Campeonato Mineiro.

### Criterios de desempate
En caso de empate en la primera fase, se sigue el siguiente orden:
1. Mayor número de partidos ganados.
2. Mejor diferencia de gol.
3. Mayor número de goles a favor.
4. Enfrentamiento directo.
5. Menor número de tarjetas rojas recibidas.
6. Menor número de tarjetas amarillas recibidas.
7. Sorteo.

En caso de empate en la fase de cuartos de final, se sigue el siguiente orden:
1. Mejor diferencia de gol.
2. Tiros desde el punto penal.

En caso de empate en las fases de semifinal y final, se sigue el siguiente orden:
1. Mejor diferencia de gol.
2. Rendimiento en la primera fase del torneo.

## Equipos participantes

### Ascensos y descensos
| Pos. | Descendidos en la temporada 2023 |
| ---- | -------------------------------- |
| 11.º | Caldense                         |
| 12.º | Democrata de Sete Lagoas         |

| Pos. | Ascendidos del Módulo II |
| ---- | ------------------------ |
| 1.º  | Itabirito                |
| 2.º  | Uberlândia               |

### Información de los equipos
| Equipo           | Ciudad               | Estadio          | Capacidad | Posición 2023   |
| ---------------- | -------------------- | ---------------- | --------- | --------------- |
| América Mineiro  | Belo Horizonte       | Independência    | 23 019    | 2.º             |
| Athletic Club    | São João del-Rei     | Joaquim Portugal | 6 000     | 3.º             |
| Atlético Mineiro | Belo Horizonte       | Arena MRV        | 46 000    | 1.º             |
| Cruzeiro         | Belo Horizonte       | Mineirão         | 61 846    | 4.º             |
| Democrata - GV   | Governador Valadares | Mamudão          | 8 675     | 8.º             |
| Ipatinga         | Ipatinga             | Ipatingão        | 22 500    | 9.º             |
| Itabirito        | Itabirito            | Independência    | 23 019    | 1.º (Módulo II) |
| Patrocinense     | Patrocínio           | Pedro Alves      | 10 250    | 10.º            |
| Pouso Alegre     | Pouso Alegre         | Manduzão         | 26 000    | 7.º             |
| Tombense         | Tombos               | Almeidão         | 3050      | 5.º             |
| Uberlândia       | Uberlândia           | Parque do Sabiá  | 53 350    | 2.º (Módulo II) |
| Villa Nova       | Nova Lima            | Castor Cifuentes | 5 160     | 6.º             |

## Primera fase

### Grupo A
| Pos. | Equipos   | PJ | PG | PE | PP | GF | GC | Dif. | Pts. |
| ---- | --------- | -- | -- | -- | -- | -- | -- | ---- | ---- |
| 1.   | Cruzeiro  | 8  | 6  | 1  | 1  | 15 | 5  | +10  | 19   |
| 2.   | Tombense  | 8  | 4  | 3  | 1  | 15 | 7  | +8   | 15   |
| 3.   | Itabirito | 8  | 2  | 2  | 4  | 8  | 12 | -4   | 8    |
| 4.   | Ipatinga  | 8  | 2  | 1  | 5  | 9  | 17 | -8   | 7    |

### Grupo B
| Pos. | Equipos          | PJ | PG | PE | PP | GF | GC | Dif. | Pts. |
| ---- | ---------------- | -- | -- | -- | -- | -- | -- | ---- | ---- |
| 1.   | Atlético Mineiro | 8  | 4  | 2  | 2  | 14 | 6  | +8   | 14   |
| 2.   | Pouso Alegre     | 8  | 3  | 0  | 5  | 6  | 15 | -9   | 9    |
| 3.   | Uberlândia       | 8  | 2  | 2  | 4  | 7  | 11 | -4   | 8    |
| 4.   | Villa Nova       | 8  | 2  | 2  | 4  | 9  | 14 | -5   | 8    |

### Grupo C
| Pos. | Equipos         | PJ | PG | PE | PP | GF | GC | Dif. | Pts. |
| ---- | --------------- | -- | -- | -- | -- | -- | -- | ---- | ---- |
| 1.   | América Mineiro | 8  | 5  | 3  | 0  | 18 | 2  | +16  | 18   |
| 2.   | Athletic Club   | 8  | 4  | 1  | 3  | 14 | 10 | +4   | 13   |
| 3.   | Patrocinense    | 8  | 2  | 2  | 4  | 7  | 14 | -7   | 8    |
| 4.   | Democrata - GV  | 8  | 2  | 1  | 5  | 7  | 16 | -9   | 7    |

|  |                                                    |
|  | Clasificado a cuartos de final.                    |
|  | Clasificado a cuartos de final como mejor segundo. |
|  | Clasificado al Troféu Inconfidência.               |
|  | Eliminados.                                        |
|  | Clasificado al triangular de descenso.             |

### Resultados
- Los estadios y horarios del torneo se encuentra en la página oficial de la FMF.[3]

- La hora de cada encuentro corresponde al huso horario correspondiente al Estado de Minas Gerais (UTC-3).

| Villa Nova      | 1 - 2 | Cruzeiro         | Castor Fuentes   | 24 de enero | 19:00 |
| Tombense        | 2 - 2 | Uberlândia       | Almeidão         | 24 de enero | 19:00 |
| Athletic Club   | 2 - 1 | Ipatinga         | Joaquim Portugal | 24 de enero | 20:00 |
| Democrata - GV  | 1 - 3 | Itabirito        | Mamudão          | 24 de enero | 20:30 |
| Patrocinense    | 2 - 1 | Atlético Mineiro | Pedro Alves      | 24 de enero | 21:30 |
| América Mineiro | 6 - 0 | Pouso Alegre     | Independência    | 25 de enero | 19:00 |

| Cruzeiro         | 1 - 1 | Athletic Club   | Arena do Jacaré | 27 de enero | 16:30 |
| Itabirito        | 0 - 2 | Villa Nova      | Independência   | 28 de enero | 11:00 |
| Atlético Mineiro | 4 - 0 | Democrata - GV  | Arena MRV       | 28 de enero | 16:00 |
| Pouso Alegre     | 1 - 2 | Tombense        | Manduzão        | 28 de enero | 17:00 |
| Ipatinga         | 1 - 6 | América Mineiro | Ipatingão       | 28 de enero | 20:00 |
| Uberlândia       | 1 - 1 | Patrocinense    | Parque do Sabiá | 29 de enero | 20:00 |

| Ipatinga         | 1 - 0 | Pouso Alegre    | Ipatingão       | 3 de febrero | 15:30 |
| Itabirito        | 0 - 0 | América Mineiro | Independência   | 3 de febrero | 16:30 |
| Uberlândia       | 0 - 1 | Democrata - GV  | Parque do Sabiá | 3 de febrero | 17:00 |
| Tombense         | 1 - 0 | Athletic Club   | Almeidão        | 3 de febrero | 19:00 |
| Atlético Mineiro | 0 - 2 | Cruzeiro        | Arena MRV       | 3 de febrero | 19:30 |
| Patrocinense     | 0 - 1 | Villa Nova      | Pedro Alves     | 4 de febrero | 11:00 |

| América Mineiro | 2 - 0 | Uberlândia       | Independência    | 7 de febrero | 19:00 |
| Democrata - GV  | 2 - 2 | Tombense         | Mamudão          | 7 de febrero | 20:30 |
| Pouso Alegre    | 2 - 0 | Itabirito        | Manduzão         | 8 de febrero | 19:30 |
| Villa Nova      | 3 - 3 | Ipatinga         | Castor Cifuentes | 8 de febrero | 20:00 |
| Athletic Club   | 0 - 2 | Atlético Mineiro | Joaquim Portugal | 8 de febrero | 21:00 |
| Cruzeiro        | 3 - 0 | Patrocinense     | Mineirão         | 9 de febrero | 16:30 |

| Pouso Alegre     | 1 - 0 | Democrata - GV  | Manduzão        | 14 de febrero | 19:30 |
| Atlético Mineiro | 1 - 1 | Tombense        | Arena MRV       | 14 de febrero | 20:00 |
| Uberlândia       | 1 - 2 | Itabirito       | Parque do Sabiá | 14 de febrero | 20:00 |
| Patrocinense     | 2 - 1 | Ipatinga        | Pedro Alves     | 14 de febrero | 20:00 |
| Villa Nova       | 1 - 4 | Ipatinga        | Athletic Club   | 14 de febrero | 20:30 |
| Cruzeiro         | 0 - 2 | América Mineiro | Mineirão        | 15 de febrero | 20:00 |

| Athletic Club   | 4 - 1 | Pouso Alegre     | Joaquim Portugal | 17 de febrero | 16:00 |
| Itabirito       | 0 - 2 | Atlético Mineiro | Mané Garrincha   | 17 de febrero | 16:30 |
| América Mineiro | 0 - 0 | Villa Nova       | Independência    | 18 de febrero | 16:00 |
| Ipatinga        | 0 - 1 | Uberlândia       | Ipatingão        | 18 de febrero | 16:00 |
| Tombense        | 4 - 0 | Patrocinense     | Almeidão         | 18 de febrero | 18:00 |
| Democrata - GV  | 1 - 3 | Cruzeiro         | Mamudão          | 18 de febrero | 18:30 |

| Ipatinga        | 2 - 0 | Democrata - GV   | Ipatingão       | 24 de febrero | 16:00 |
| Villa Nova      | 0 - 3 | Tombense         | Castor Fuentes  | 24 de febrero | 16:00 |
| América Mineiro | 1 - 1 | Atlético Mineiro | Independência   | 24 de febrero | 16:30 |
| Uberlândia      | 2 - 1 | Athletic Club    | Parque do Sabiá | 24 de febrero | 17:00 |
| Pouso Alegre    | 0 - 2 | Cruzeiro         | Parque do Sabiá | 25 de febrero | 11:00 |
| Itabirito       | 2 - 2 | Patrocinense     | Independência   | 25 de febrero | 16:00 |

| Tombense         | 0 - 1 | América Mineiro | Almeidão         | 2 de marzo | 16:30 |
| Cruzeiro         | 2 - 0 | Uberlândia      | Mineirão         | 2 de marzo | 16:30 |
| Atlético Mineiro | 3 - 0 | Ipatinga        | Arena MRV        | 2 de marzo | 16:30 |
| Democrata - GV   | 2 - 1 | Villa Nova      | Mamudão          | 2 de marzo | 16:30 |
| Patrocinense     | 0 - 1 | Pouso Alegre    | Pedro Alves      | 2 de marzo | 16:30 |
| Athletic Club    | 2 - 1 | Itabirito       | Joaquim Portugal | 2 de marzo | 16:30 |

## Triangular de descenso
| Pos. | Equipos        | PJ | PG | PE | PP | GF | GC | Dif. | Pts. |
| ---- | -------------- | -- | -- | -- | -- | -- | -- | ---- | ---- |
| 1.   | Democrata - GV | 4  | 3  | 0  | 1  | 11 | 5  | +6   | 9    |
| 2.   | Ipatinga       | 4  | 3  | 0  | 1  | 11 | 7  | +4   | 9    |
| 3.   | Patrocinense   | 4  | 0  | 0  | 4  | 0  | 10 | -10  | 0    |

|  |                                                     |
|  | Descendidos al Campeonato Mineiro - Módulo II 2025. |

## Troféu Inconfidência
|  | Semifinales | Semifinales   | Semifinales | Semifinales  |   |   | Final         | Final | Final | Final |  |
|  |             |               |             |              |   |   |               |       |       |       |  |
|  |             |               |             |              |   |   |               |       |       |       |  |
|  | 5           | Athletic Club | 2           | 0            |   |   |               |       |       |       |  |
|  | 5           | Athletic Club | 2           | 0            |   |   |               |       |       |       |  |
|  | 8           | Uberlândia    | 2           | 0            |   |   |               |       |       |       |  |
|  | 8           | Uberlândia    | 2           | 0            |   | 5 | Athletic Club | 3     | 3     |       |  |
|  |             |               |             |              |   | 5 | Athletic Club | 3     | 3     |       |  |
|  |             |               | 6           | Pouso Alegre | 1 | 0 |               |       |       |       |  |
|  | 6           | Pouso Alegre  | 6           | Pouso Alegre | 1 | 0 | 1             | 5     |       |       |  |
|  | 6           | Pouso Alegre  |             |              |   |   | 1             | 5     |       |       |  |
|  | 7           | Itabirito     | 4           | 2            |   |   |               |       |       |       |  |
|  | 7           | Itabirito     | 4           | 2            |   |   |               |       |       |       |  |
|  |             |               |             |              |   |   |               |       |       |       |  |

- Nota: En cada llave, el equipo ubicado en la primera línea es el que ejerce la localía en el partido de vuelta.

## Fase final
|  | Semifinales      | Semifinales      | Semifinales      | Semifinales      |   |   | Final                    | Final                    | Final                    | Final                    |  |
|  | 9 al 17 de marzo | 9 al 17 de marzo | 9 al 17 de marzo | 9 al 17 de marzo |   |   | 30 de marzo y 7 de abril | 30 de marzo y 7 de abril | 30 de marzo y 7 de abril | 30 de marzo y 7 de abril |  |
|  |                  |                  |                  |                  |   |   |                          |                          |                          |                          |  |
|  |                  |                  |                  |                  |   |   |                          |                          |                          |                          |  |
|  | 1                | Cruzeiro         | 0                | 3                |   |   |                          |                          |                          |                          |  |
|  | 1                | Cruzeiro         | 0                | 3                |   |   |                          |                          |                          |                          |  |
|  | 4                | Tombense         | 0                | 1                |   |   |                          |                          |                          |                          |  |
|  | 4                | Tombense         | 0                | 1                |   | 1 | Cruzeiro                 | 2                        | 1                        |                          |  |
|  |                  |                  |                  |                  |   | 1 | Cruzeiro                 | 2                        | 1                        |                          |  |
|  |                  |                  | 3                | Atlético Mineiro | 2 | 3 |                          |                          |                          |                          |  |
|  | 2                | América Mineiro  | 3                | Atlético Mineiro | 2 | 3 | 0                        | 2                        |                          |                          |  |
|  | 2                | América Mineiro  |                  |                  |   |   | 0                        | 2                        |                          |                          |  |
|  | 3                | Atlético Mineiro | 2                | 1                |   |   |                          |                          |                          |                          |  |
|  | 3                | Atlético Mineiro | 2                | 1                |   |   |                          |                          |                          |                          |  |
|  |                  |                  |                  |                  |   |   |                          |                          |                          |                          |  |

- Nota: En cada llave, el equipo ubicado en la primera línea es el que ejerce la localía en el partido de vuelta.

| Bandera del estado de Minas Gerais |
| Campeón Atlético Mineiro           |
| 49.º título                        |

## Clasificación general
- El campeonato otorga tres cupos para la Copa de Brasil 2024 y, si algún equipo lo tiene garantizado por otra vía, pasará al siguiente en la clasificación general. Además, otorga tres cupos para la Serie D 2024 a los equipos que no se encuentren en ninguna de las demás categorías.

| Pos. | Equipos          | PJ | PG | PE | PP | GF | GC | Dif. | Pts. |
| ---- | ---------------- | -- | -- | -- | -- | -- | -- | ---- | ---- |
| 1.   | América Mineiro  | 4  | 3  | 1  | 0  | 14 | 1  | +13  | 10   |
| 2.   | Cruzeiro         | 4  | 3  | 1  | 0  | 8  | 2  | +6   | 10   |
| 3.   | Tombense         | 4  | 2  | 2  | 0  | 7  | 5  | +2   | 8    |
| 4.   | Villa Nova       | 4  | 2  | 1  | 1  | 7  | 5  | +2   | 7    |
| 5.   | Atlético Mineiro | 4  | 2  | 0  | 2  | 7  | 4  | +3   | 6    |
| 6.   | Athletic Club    | 4  | 1  | 1  | 2  | 3  | 5  | -2   | 4    |
| 7.   | Itabirito        | 4  | 1  | 1  | 2  | 3  | 5  | -2   | 4    |
| 8.   | Patrocinense     | 4  | 1  | 1  | 2  | 3  | 6  | -3   | 4    |
| 9.   | Ipatinga         | 4  | 1  | 1  | 2  | 6  | 11 | -5   | 4    |
| 10.  | Democrata - GV   | 4  | 1  | 1  | 2  | 4  | 9  | -5   | 4    |
| 11.  | Pouso Alegre     | 4  | 1  | 0  | 3  | 4  | 10 | -6   | 3    |
| 12.  | Uberlândia       | 4  | 0  | 2  | 2  | 3  | 6  | -3   | 2    |

|  |                                                     |
|  | Campeón y clasificado a la Copa de Brasil 2024.     |
|  | Subcampeón y clasificado a la Copa de Brasil 2024.  |
|  | Clasificado a la Copa de Brasil 2024.               |
|  | Clasificado a la Serie D 2024.                      |
|  | Descendidos al Campeonato Mineiro - Módulo II 2025. |